# Lijst van rivieren in Mauritanië
Dit is een lijst van rivieren in Mauritanië. De rivieren in deze lijst zijn geordend naar drainagebekken en de opeenvolgende zijrivieren zijn ingesprongen weergegeven onder de naam van elke hoofdrivier.

## Atlantische Oceaan
- Khatt Atui
- Sénégal
  - Gorgol
    - Gorgol Noir (Gorgol el Akhdar)
    - Gorgol Blanc (Gorgol el Abiod)

  - Oued Garfa
  - Karakoro
  - Kolinbiné